# Tir d'arc (tècnica)
Un tir d'arc en el tir amb arc és el mètode o tècnica d'estirar la corda per emmagatzemar energia perquè l'arc dispare una fletxa. El mètode més comú en el tir amb arc modern és el tir mediterrani, el qual ha sigut des de temps immemorials la tècnica utilitzada per al tir amb arc a Europa. Altres mètodes inclouen el tir de pessic i el tir mongol, també anomenat tir "de polze". En la pràctica de tir amb arc tradicional fora d'Europa Occidental les variants del tir de polze són de bon tros les tècniques més dominants, amb el tir mediterrani restringit a la varietat Olímpica de tir amb arc.

## Tir de pessic

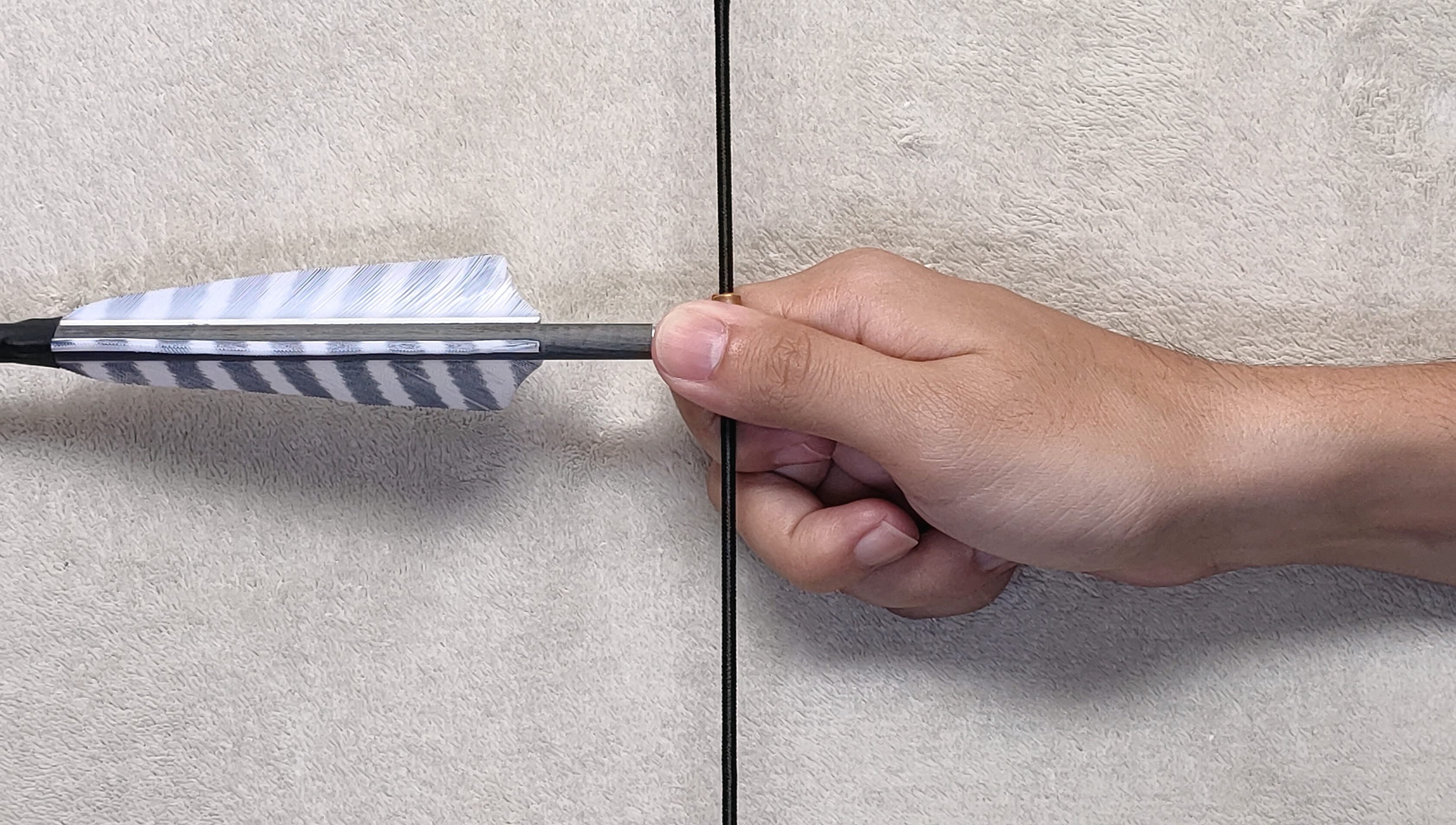
Tir de pessic amb la mà dreta

Al tir de pessic es pressiona la cua de la fletxa entre el polze i el dit índex. La majoria de persones comencen a utilitzar aquest mètode de tir  naturalment quan practiquen el tir amb arc per primera vegada. Per això se li anomena sovint "tir/dispar primari"; i l'avantatge d'aquest tir és que el dispar és molt net, doncs quan el tensament de la corda arriba a cert punt, la fricció ja no pot suportar la fletxa i aquesta és deixada anar ràpidament. Ara bé, aquest tir fa impossible tensar un arc dur, a excepció que la persona disparant tinga moltíssima força als dits. Hui en dia aquesta tècnica és sols d'interés històric, però estava molt estesa en la pràctica de tir amb arc tradicional a les Amèriques i es pot observar, junt al tir mediterrani, als antics relleus assiris d'Assurnasirpal II. Entre els antics arquers grecs hi era probablement el mètode més comú fins a la fi de l'època clàssica.

### Variants del tir de pessic

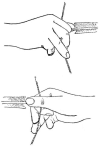
Tir de pessic de dispar secundari

En el "dispar secundari", el dit índex i el polze agafen la fletxa per la cua com en el dispar primari. A més, el dit del mig o cor i el dit anular s'utilitzen per aguantar la corda; i possiblement fóra utilitzat pels arquers escites representats en la ceràmica grega de figures negres, i per una Amazona representada sobre el 450–400 ANE.

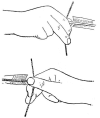
Tir de pessic de dispar terciari

Aquesta tècnica es va desenvolupar encara més en el "dispar terciari"; amb el dit índex ficat no sols sobre la cua de la fletxa, sinó sobre la corda addicionalment. Hi ha evidència d'un escita representat utilitzant aquesta variant sobre el 500–450 ANE. Aquestes variants també s'utilitzaven a les Amèriques, doncs apareix als relleus de Sennàquerib, i han sigut descrites des de Tailàndia i les Illes Andaman.

## Tir mediterrani

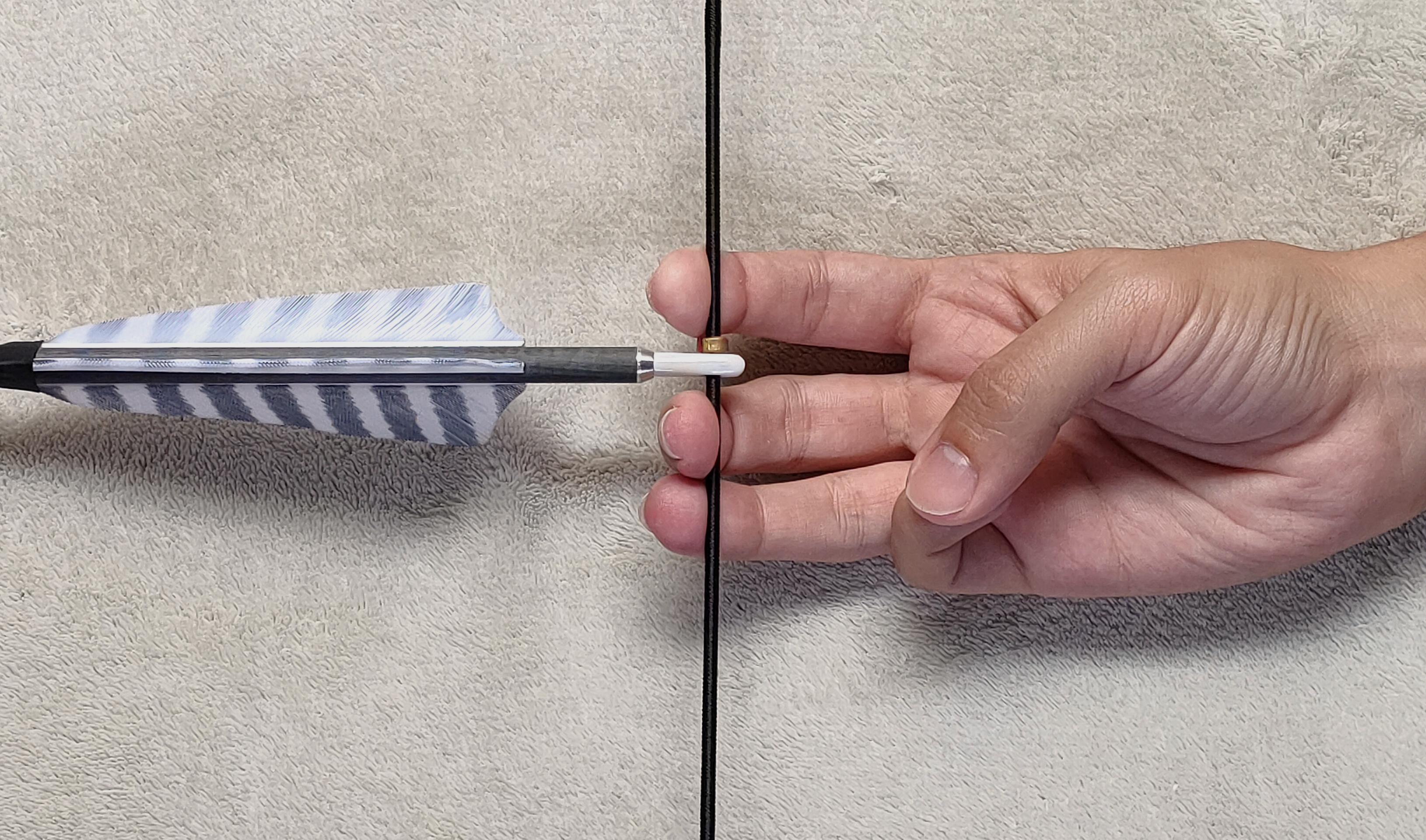
Tir mediterrani amb la mà dreta

Aquest mètode consisteix en ficar el dit índex a la corda sobre la fletxa, i el dit del mig o cor junt a l'anular també a la corda sota la fletxa. La fletxa és col·locada normalment al costat esquerre de l'arc pels arquers dretans i al costat dret pels arquers esquerrans. El pensament modern sobre aquesta tècnica és intentar mantindre l'esforç de la mà al mínim. La feina única de la mà és fer l'esforç suficient per mantindre la corda als dits. La monyica s'ha de mantindre recta o flexionada lleugerament en direcció contrària a la persona disparant. Això permet la mínima tensió a la mà, i així un relaxament més ràpid de la mà en disparar. Generalment resulta en un tir més precís i consistent. El tall a la cua de la fletxa es manté sobre la corda entre els dits índex i cor per ajudar a estabilitzar la fletxa abans de soltar-la.
El tir mediterrani i les seves variants són la principal forma tradicional a Europa; també és natiu a l'Orient Mitjà, i apareix en els gravats assiris de totes les èpoques. Els Hadza, que no utilitzen carcaixos, poden portar fletxes addicionals amb el polze lliure i dit auricular

### Variants del tir mediterrani
Hi ha variants d'aquest mètode que inclouen l'ús únic de dos dits, de vegades anomenat el dispar "flamenc". Aquesta variant possiblement crea un dispar més net. Tanmateix, es posa més pressió en aquests dos dits, que resulta en més esforç. Actualment, aquest mètode de dispar és poc utilitzat en el tir amb arc occidental però molt utilitzat en el tir amb arc de l'Europa oriental on és sovint anomenat "dispar hongarès". És comú en el tir amb arc hongarés, i és ensenyat per diversos i prominents mestres de tècniques tradicionals de tir amb arc a cavall i a peu. El dispar amb dos dits es pot fer gastar en qualsevol costat de l'arc, però és principalment utilitzat en arcs esquerrans per facilitar l'ús a cavall i a peu per igual.
El dispar de dos dits en la seua forma hongaresa pot ser trobat en documents històrics de l'antiguitat des del tir amb arc escita fins al l'Edat Mitjana en diversos manuscrits i art de l'Europa de l'Est.
Els arquers i arqueres d'arc llarg i curt sovint tenen tots tres dits índex, mig i anular sota la fletxa, una tècnica anomenada "tres baix". Això porta la fletxa més prop de l'ull, facilitant un "punt d'objectiu" i el dispar instintiu.
Una variació asiàtica d'aquest tir (l'anomenat tir sassànida llarg) només fa ús dels dits mig i anular sobre la corda sota la fletxa utilitzant una dactilera especialitzada, amb el dit índex utilitzat per estabilitzar la fletxa mentre s'estira la corda però sense tocar la pròpia corda.

## Tir de polze

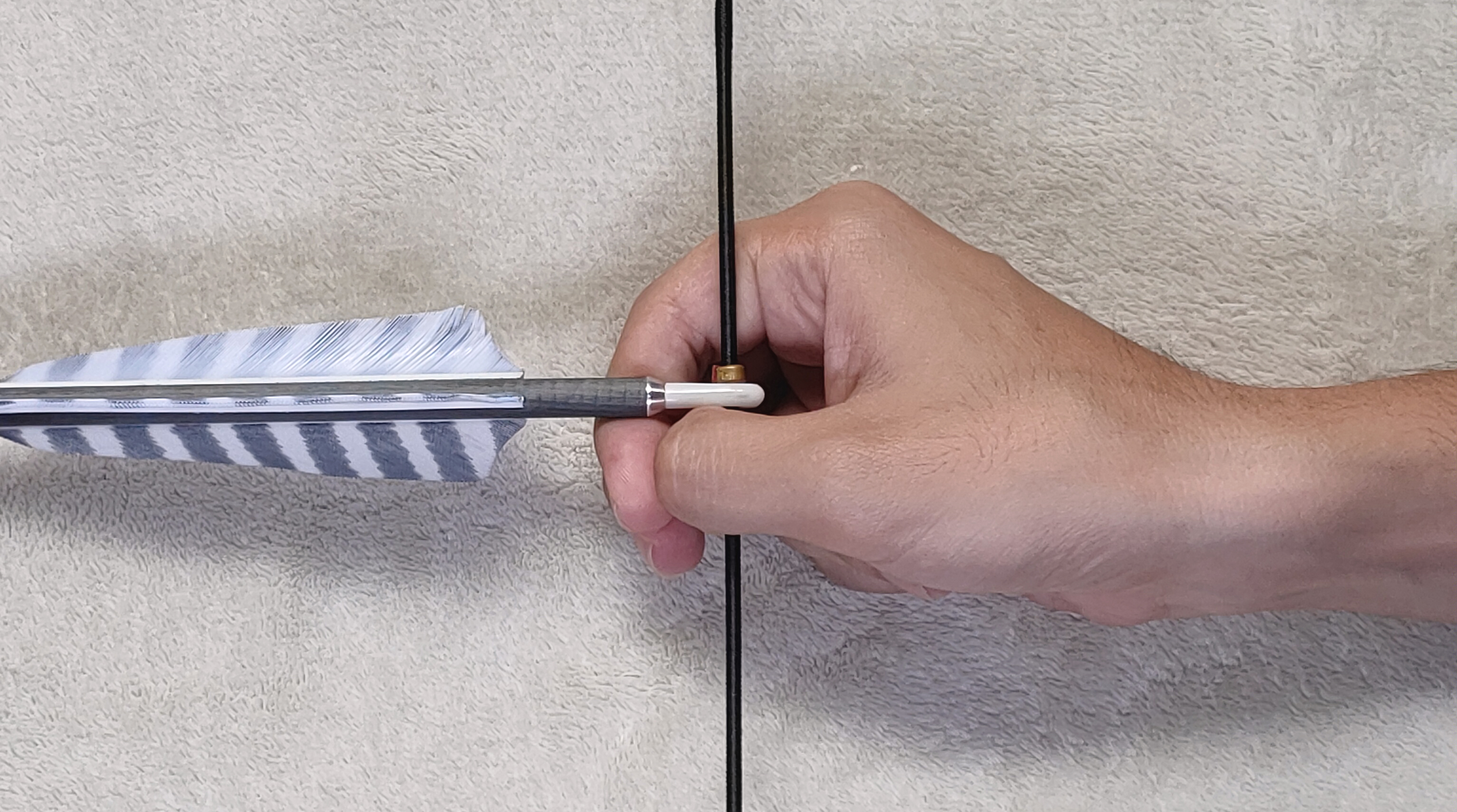
Tir de polze amb la mà dreta

El tir de polze utilitza només el polze, el dit amb més força, per agafar la corda. L'índex i/o els dits del mig tanquen sobre la part exterior del polze per reforçar l'agafada. Tot i que sovint s'anomena "tir/dispar mongol", és tradicional a totes les ètnies de l'estepa asiàtica, estesa fins a Corea, la Xina, Rússia, Pèrsia i Turquia. És típicament utilitzada una dactilera o anell de polze per protegir el polze. També fou itilitzada per l'Ishi, l'últim dels Yahi, amb els seus arcs curts.
Aquesta tècnica també va ser utilitzada pels romans d'Occident i Orient, i es menciona a manuals romans d'Orient.
Aquest mètode per agafar la fletxa i la corda aconsegueix una agafada més ajustada, car sols es fa ús d'un dit, i això pot ajudar a evitar el "pessic de la corda" (que la corda colpege la mà en soltar la fletxa) amb els arcs compostos normalment utilitzats a cavall. A més, la pressió que s'aplica sobre la fletxa que ix del dit índex manté la fletxa al costat dret de l'arc (per als arqueres i arqueres dretans). Això és especialment útil per arquers i arqueres muntades a cavall doncs el moviment vertical del cavall faria que la fletxa es mogués amunt i avall. També pot evitar un problema que de vegades afecta al qui utilitza el tir mediterrani, el qual ocorre quan tots tres dits no són alliberats en el mateix moment exacte i es pertorba el tir. També col·loca la corda més enrere dins la mà, permetent arrossegar més la corda, amb la resta de característiques iguals. Aquest tir normalment es fa amb la fletxa al costat dret pels dretans i al costat esquerre pels esquerrans, al contrari que al tir mediterrani.

## Tir japonés
Article principal: Kyūjutsu

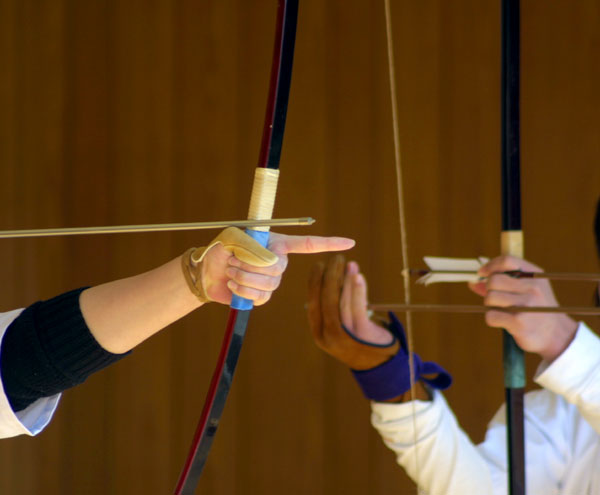
Un oshidegake sobre el braç d'un kyūdōka

El tir amb arc tradicional japonés utilitza un tipus únic de tir de polze anomenat torikake. S'empra un guant de tres o quatre dits amb una peça de corn d'animal cosida al costat del polze. El tensament comença amb el polze envoltant la corda just baix del tall a la cua de la fletxa perquè la corda es col·loque al solc de corn.  Llavors els dits índex, mig i (en alguns estils) anular es dobleguen i fan pressió sobre la corda contra el solc del polze. El tensament japonés tendeix a ser molt més llarg comparat amb els estils occidentals, estirant diversos centímetres més enllà de l'orella de qui dispara.